# 燭台電話

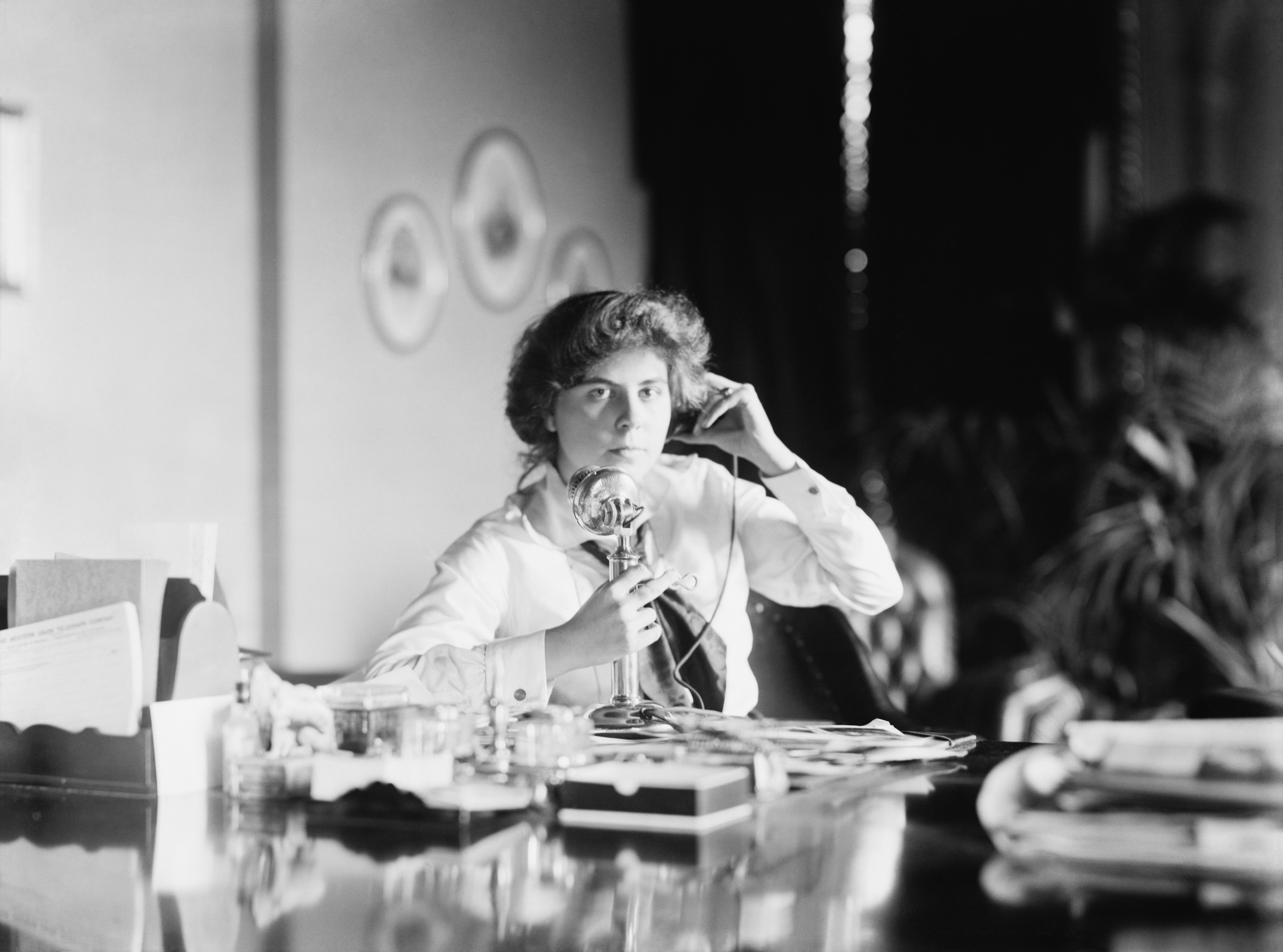
格內維芙·克拉克·湯姆森使用一款美國的燭台電話（大約1915年）

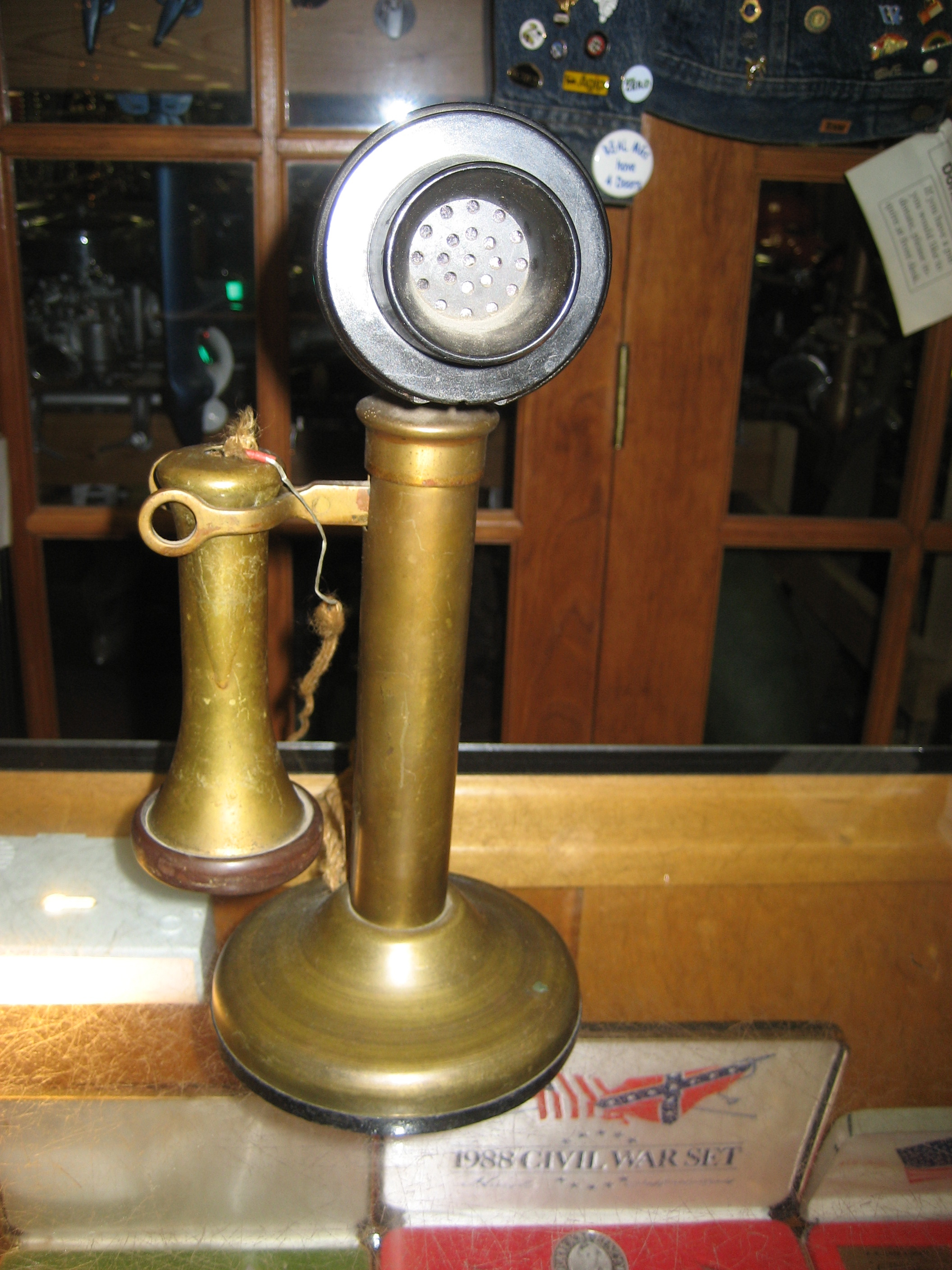
舊式的燭台電話

燭台電話（英語：Candlestick telephone）是從1890年代末到1940年代普遍使用的電話款式。燭台電話通常也被稱為桌架、直立或棒狀電話。燭台電話有一個安裝在頂端的嘴部（發報設備），以及在通話期間使用者握持在耳朵上的接收器（聽筒）。當電話沒有被使用時，接收器會放置在突出到支架側面的開關鉤叉上，從而折斷由電話網絡來的音頻電路。

## 配件
Hush-A-Phone就像迷你擴音器，用於套在燭台電話上，以減少噪音污染並增加私隱，於1920年創造。

## 後期設計影響
Ericofon或Cobra電話是一種一體式塑膠的電話，採用燭台/直立款式，由愛立信公司創造並在整個20世紀下半期推向市場。這是第一款將撥號盤和耳機合併到單一部件的商業市場電話設計。由於它的造型和對未來電話設計的影響，Ericofon被認為是20世紀最重要的工業設計之一，並收藏在現代藝術博物館。

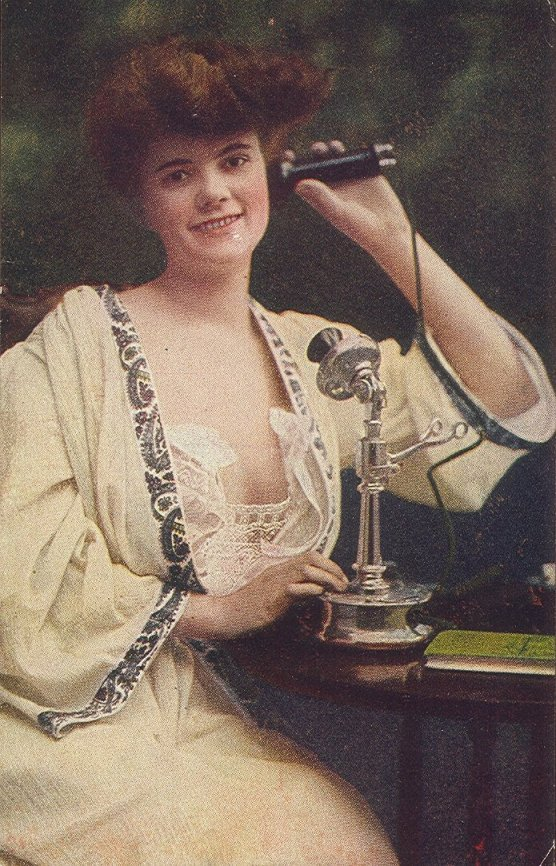
20世紀早期燭台電話被用於打電話。
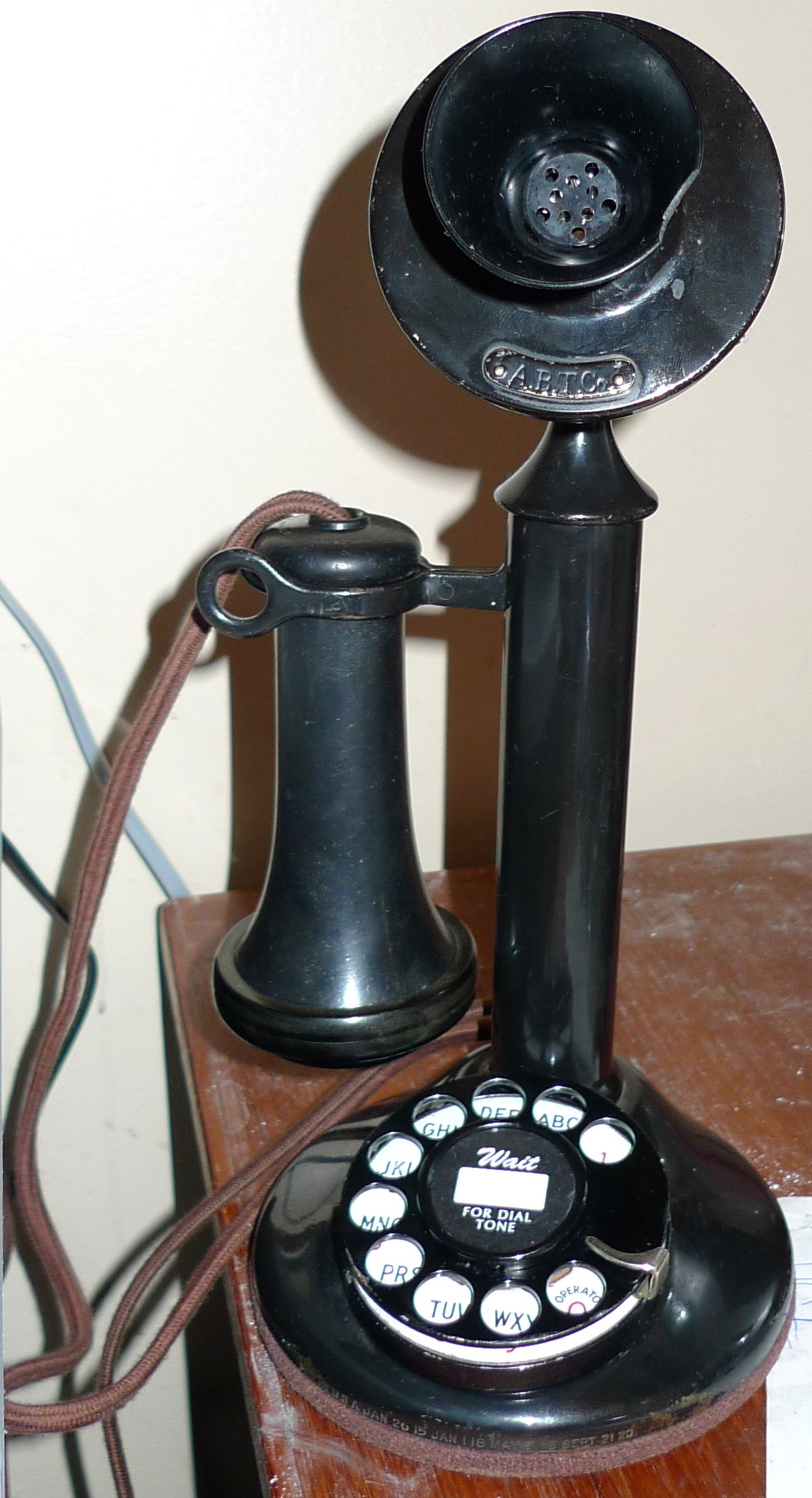
1920年代西方電器（英语：Western Electric）公司的燭台電話。
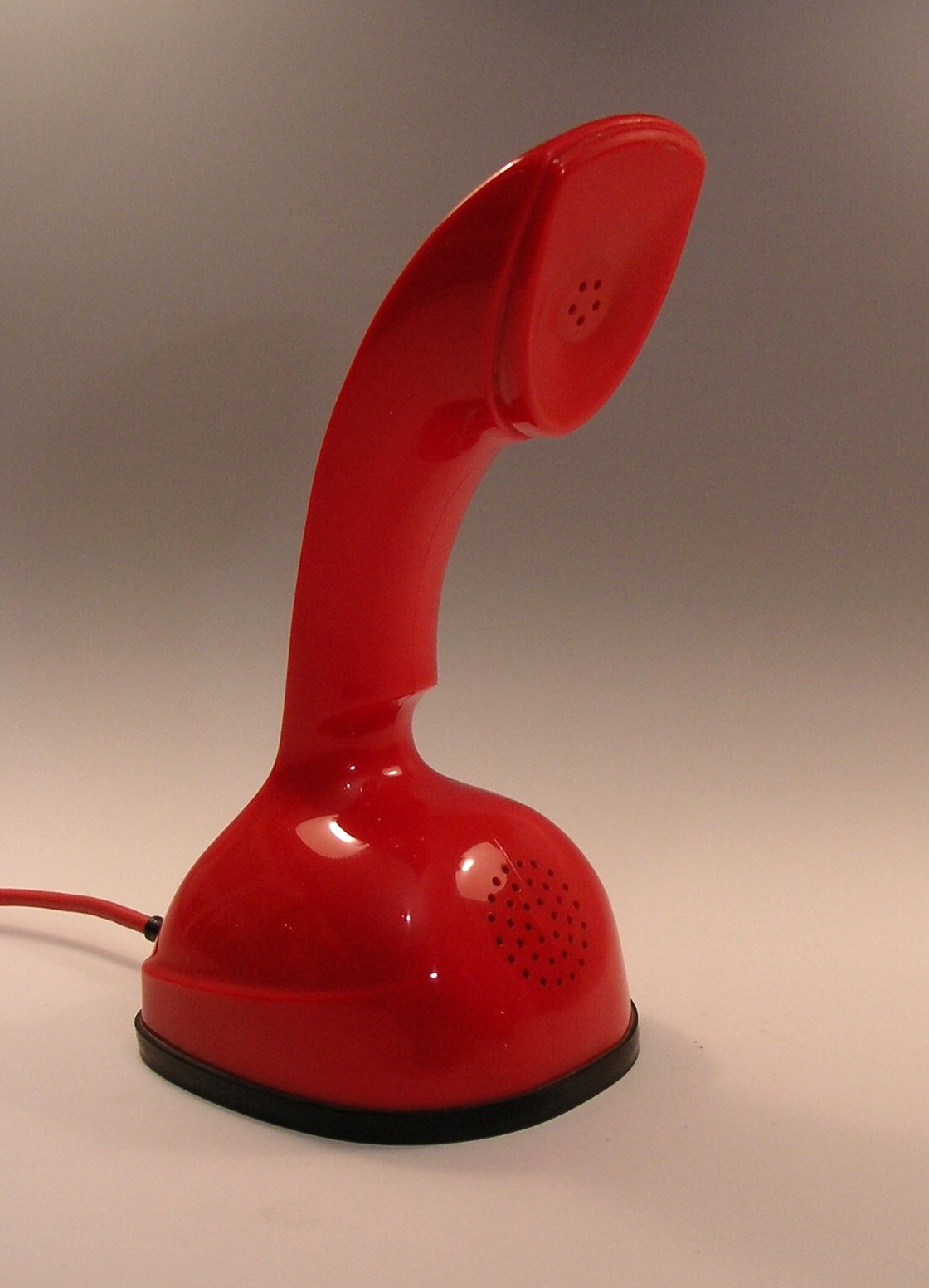
Ericsson公司創造的1956年紅色版Ericofon電話。

## 外部連結
- History and Photos of Antique Phones （页面存档备份，存于）
- Website supporting the Ericofon （页面存档备份，存于）